# فاسيلا بيرنوفا

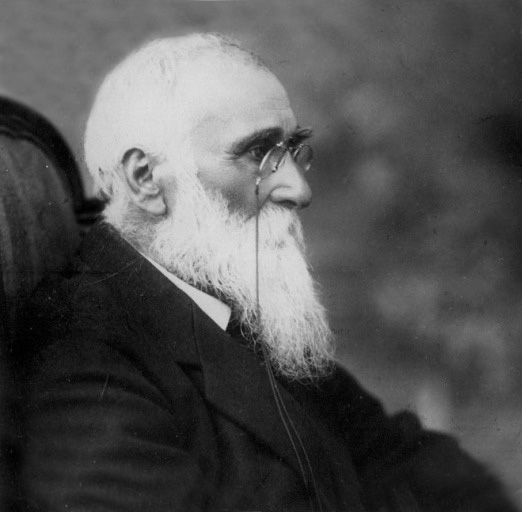
فاسيلا بيرنوفا

فاسيلا بيرنوفا (بالإنجليزية Vasil Barnovi)، (بالجورجية:ვასილ ბარნოვი ، ბარნაველი) ولد في 22 يونيو 1856 وتوفي في 4 نوفمبر 1934)، كاتب وروائي جورجي، ويعد واحدا من المؤسسين للرواية التاريخية الجورجية، كان لإسهاماته الأثر الكبير في تطوير النثر التاريخي الجورجي الحديث وتمجيد أبطال جورجيا في العصور الوسطى.

## حياته[1]
ولد بيرنوفا في عائلة الكاهن بارنافيلي Barnaveli في قرية كودا في منطقة كارتلي السفلى Lower Kartli في جورجيا وتلقى تعليمه في المعاهد الدينية من تبليسي وموسكو. عاد إلى جورجيا في العام 1882 وبدأ بتدريس اللغة الجورجية والأدب في سيناكي، تيلافي، وتبليسي، وفي الوقت نفسه، عمل في الصحافة، ودرس الفولكلور الجورجي وكتابة قصص السيرة الذاتية، واختص بكتابة الرواية النفسية بوضعها في قالب تاريخي، فكان يكتب روايات تتآلف وتتشابك موضوعاتها التاريخية مع الفولكلور والخيال، من خلال التجريد من الحلقات التاريخية، وراح يستخدم اسما مستعارا هو فاسيلا بيرنوفا أو فاسيل بيرنوف (بدون حرف المد)
خلال الفترة (1880 - 1910)، شارك بيرنوفا بدور نشط في حركة التحرير الوطني الجورجية دون أن ينتمي إلى حزب بعينه. وفي الوقت نفسه، كان يشارك بنشاط في النضال من أجل أن تستعيد الكنيسة الأرثوذكسية الجورجية مكانتها والذي تكلل بالنجاح في عام 1917.
ومن العام 1917 حتى وفاته، كان بيرنوفا عضوا في مجلس إدارة اتحاد الكتاب الجورجي الذي تم إنشاءه في العام 1880، وانتخب بيرنوفا في مجلس محو الأمية بوصفه عضوا بارزا في المجتمع، وشارك في جميع أنشطتها.
توفي بيرنوفا في عام 1934. ودفن في متاتسميندا Mtatsminda في مقبرة الكتاب والشخصيات العامة. وأطلق اسمه على أحد الشوارع فيها.

## أعماله ومؤلفاته[3]
يعتبر النقاد الجورجيين أن بيرنوفا هو مؤسس الرواية التاريخية الجورجية، فترى في أعماله انعكاس الأحداث التاريخية ليس في اعتبارها غاية في حد ذاتها، إنما بالتركيز على المشاكل العالمية، وتستند وجهات نظره الفلسفية على الأساطير الجورجية والقضايا المهمة الملحمية البطولية، ويقوم بذلك بصورة مثالية. فيرى بيرنوفا مثلا أن الخالق يمثل الخير والنور المطلق وهو الهدف النهائي لسعي البشرية في النمو والتطور. فيظهر الله تعالى له في شكل الحب والجمال، الحب الإلهي، وبالتالي الخلود، قال بيرنوفا متحدثا عن ذلك ومشيرا إلى اليا شافشافادزه: «إن كاتب الدراما التاريخية يجب أن يسبقه معرفة قوية التاريخ، خفة دم كبيرة، ومستوى تعليم كبير وموهبة عظيمة، وقال: انه يتطلع مثل الرجل الذي جاء من بعيد جدا وبدا كما لو كان من كانت أعماق القرون.. قادما من برج بابل متجها إلى نجمة في سماء مصير البشرية وبدا اليا شافشافادزه كما لو أنه سمع حوار أفلاطون في زقاق لأكاديمية أثينا».
ومن أشهر أعماله ورواياته :
- صورة الحياة، 1878
- المرأة، 1879
- البصمة، 1893
- نوشو، 1898
- شجرة قوشورا، 1898
- رسول الفجر، 1901
- الأستاذ، 1901
- يبدو، 1901
- الأنابيب، 1909
- عين تيباراس، 1911
- الديباج، 1912
- هالة تتلاشى، 1913
- شهيد المحبة، 1918
- احتفال الأفعى، 1919
- سيمي غانازقفلي، 1920
- حزام الزفاف، 1920
- التنوب ديفي، 1921
- لي الثمينة، 1924
- الفجر من إيساني، 1928
- خطيئة الشباب، 1928